# Automolis flavivena
Automolis flavivena là một loài bướm đêm thuộc phân họ Arctiinae, họ Erebidae.